# FIRA European Sevens 2004
Navigation
FIRA European Sevens 2003 FIRA European Sevens 2005
Le FIRA European Sevens 2004 est la troisième édition de la plus importante compétition européenne de rugby à sept. Elle se déroule à l'été 2004 et est organisée par la FIRA-AER. La finale voit la victoire du Portugal 21 à 14 sur l'Italie.